# Кырджалийская область
Кы́рджалийская о́бласть (болг. Област Кърджали) — область на юге Болгарии.
Административный центр — город Кырджали. Площадь территории, занимаемой областью, 3216 км², что составляет 2,9 % от территории страны.

## География
Кырджалийская область граничит:
- на западе — со Смолянской областью;
- на северо-западе — с Пловдивской областью;
- на северо-востоке — с Хасковской областью;
- на юге — с Грецией (периферия Восточная Македония и Фракия децентрализованной администрации Македония-Фракия). На границе с Грецией имеется погранпереход Маказа — Нимфая.

## Административное деление

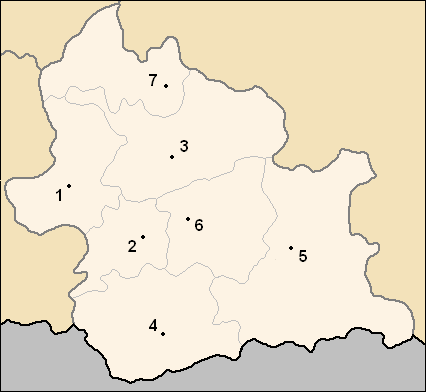
Общины Кырджалийской области

Административно область делится на 7 общин:
1. Община Ардино (14 165 человек[2].);
2. Община Джебел (9100 человек[2]);
3. Община Кырджали (76 161 человек[2]);
4. Община Кирково (23 091 человек[2]);
5. Община Крумовград (20 934 человека[2]);
6. Община Момчилград (19 666 человек[2]);
7. Община Черноочене (10 300 человек[2]).

## Население
Население области на 2011 год — 152 808 человек.
В области кроме города Кырджали, в котором проживают 50 868 жителей, есть ещё 4 города — Ардино (4439 жителей), Джебел (3292 жителя), Крумовград (5605 жителей), Момчилград (9306 жителей). Также на территории Кырджалийской области расположены 465 сёл (см. сёла Кырджалийской области).
| Этнические группы (2011) | Этнические группы (2011) | Этнические группы (2011) | Этнические группы (2011) | Этнические группы (2011) |
| Этническая группа        |                          |                          | Процент                  |                          |
| ------------------------ | ------------------------ | ------------------------ | ------------------------ | ------------------------ |
| Турки                    |                          |                          | 66.2 %                   |                          |
| Болгары                  |                          |                          | 30.2 %                   |                          |
| Другие                   |                          |                          | 3.6 %                    |                          |

## Экономика

### Сельское хозяйство
В 2009 году испанскими морозостойкими видами маслин были засажены восемь экспериментальных участков. По результатам эксперимента будут выбраны наилучшие условия для посадки маслин в области.